# 平安座島
26°20′56″N 127°57′29″E / 26.34889°N 127.95806°E
平安座島（日语：／ Henza-jima、琉球語：／ ）是日本沖繩縣宇流麻市的一座島嶼，也是与勝群島的一部分。位於沖繩本島中部勝連半島東北約4公里。面積5.44km²，周長約7km、標高115.6m。2012年4月時，島上有人口1,364人。